# Кононенко Леонід Олексійович
Леонід Олексійович Кононенко (нар. 27 червня 1960, село Старі Петрівці, тепер Вишгородського району Київської області) — український радянський діяч, слюсар механоскладальних робіт Київського виробничого об'єднання імені Артема. Депутат Верховної Ради УРСР 11-го скликання.

## Біографія
Освіта середня.
З 1977 року — учень слюсаря, слюсар механоскладальних робіт Київського виробничого об'єднання імені Артема.
Проживав у місті Києві.

## Нагороди
- ордени
- медалі